# Agatha Christie
Agatha Christie, nome completo Agatha Mary Clarissa Miller Christie (Torquay, 15 settembre 1890 – Winterbrook, 12 gennaio 1976), è stata una scrittrice e drammaturga britannica.
Considerata una delle scrittrici più influenti e prolifiche del XX secolo, fu autrice, oltre ad un esorbitante numero di racconti, opere teatrali e romanzi rosa scritti sotto lo pseudonimo di Mary Westmacott (fra cui Trappola per topi, che venne presentata al West End Theatre ininterrottamente dal 1952 al 2020), di 66 romanzi gialli e 14 raccolte narranti le vicende di personaggi come Hercule Poirot e Miss Marple e tutt'oggi pubblicati con successo a livello mondiale, in virtù dei quali risulta secondo l'Index Translationum dell'UNESCO la scrittrice inglese più tradotta nella storia dell'editoria, seconda solo a William Shakespeare.

## Biografia

### Infanzia e adolescenza: 1890-1910

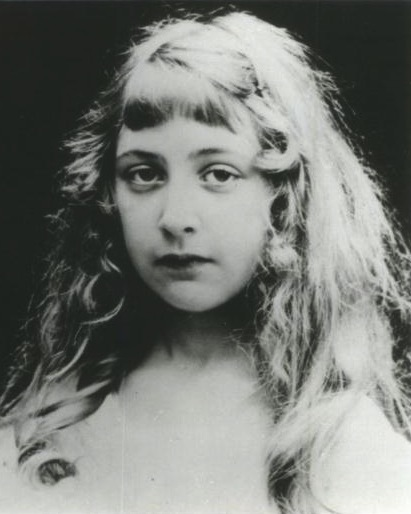
Agatha Christie adolescente

Agatha Mary Clarissa Miller nacque a Torquay, nel Devon, il 15 settembre 1890 in una ricca famiglia dell'alta borghesia statunitense. Era la più giovane dei tre figli nati da Frederick Alvah Miller, un ricco agente di cambio americano, e dalla moglie Clara Boehmer, di nazionalità britannica.Il bisnonno Friedrich Conrad Heinrich Boehmer era tedesco di Pirmasens.
La madre di Agatha, Clara, nacque a Belfast nel 1854 dal capitano Frederick Boehmer e da sua moglie Mary Ann West come unica figlia della coppia. Boehmer fu ucciso in un incidente stradale mentre era di stanza a Jersey nell'aprile del 1863, lasciando la moglie ad allevare la bambina da sola e con un magro reddito. Nello stesso anno, nel 1863, la sorella di Mary Ann, Margaret, sposò un ricco americano, Nathaniel Frary Miller, e la coppia si stabilì a Southbourne, nel West Sussex. Il loro matrimonio fu senza figli, ma Nathaniel aveva un figlio da un precedente matrimonio, Frederick, che venne inviato in Svizzera per la sua educazione. Dal momento che Mary Ann era praticamente senza un soldo e sua sorella Margaret era ricca ma senza figli, concordarono che Clara fosse allevata dalla zia e dallo zio. Fu nell'abitazione dei Miller che Clara incontrò Frederick, il figliastro di sua zia. Lei e Frederick svilupparono presto una relazione romantica e si sposarono nell'aprile del 1878.
La prima figlia della coppia, Margaret Frary Miller (1879-1950) nacque a Torquay, dove la coppia stava affittando alloggi. Il loro secondo figlio, Louis Montant (1880-1929), venne alla luce nello stato americano di New York, mentre Frederick era in viaggio d'affari. Quando il padre di Frederick, Nathaniel, morì, lasciò a sua nuora Clara 2 000 sterline ed ella li usò per acquistare una villa a Torquay, chiamata "Ashfield", in cui far crescere la sua famiglia. Fu qui che nacque la sua terza e ultima figlia, Agatha.
Christie descrisse la sua infanzia come "molto felice". Fin dalla tenera età fu circondata da una serie di donne forti e indipendenti. Trascorse il suo tempo alternandosi tra la sua casa nel Devon e quella della zia a Ealing, nella zona ovest di Londra, e in alcune parti dell'Europa meridionale, dove la sua famiglia andava in vacanza durante l'inverno.
Agatha crebbe in una famiglia con varie credenze esoteriche e, come i suoi fratelli, era convinta che sua madre Clara fosse una medium con l'abilità della seconda vista. La sorella di Agatha, Margaret, era stata mandata a Roedean, nel Sussex, per la sua educazione, ma la madre insistette perché Agatha ricevesse un'educazione domestica. Di conseguenza, i suoi genitori furono responsabili di insegnarle a leggere, scrivere e a padroneggiare l'aritmetica di base, un argomento che le piaceva particolarmente. Le insegnarono anche la musica e imparò a suonare sia il pianoforte che il mandolino. Secondo la biografa Laura Thomson, Clara riteneva che Agatha non avrebbe dovuto imparare a leggere fino all'età di otto anni. Tuttavia, grazie alla sua curiosità, la bambina imparò a leggere molto prima. Una delle prime fotografie conosciute di Christie la raffigura con il suo primo cane, che aveva chiamato George Washington.
La Christie era una lettrice vorace sin dalla tenera età. Tra i suoi primi ricordi c'erano quelli di leggere i libri per bambini scritti da Mary Louisa Molesworth, tra cui Le avventure di Herr Baby (1881), Christmas Tree Land (1897) e The Magic Nuts (1898). Lesse anche diverse opere di Edith Nesbit, tra cui The Story of the Treasure Seekers (1899), The Phoenix and the Carpet (1903) e The Railway Children (1906). Quando divenne un po' più grande, passò a leggere i versi surreali di Edward Lear e Lewis Carroll. Nell'aprile del 1901, all'età di 10 anni, scrisse la sua prima poesia, "The cowslip".
Trascorreva gran parte della sua infanzia in disparte dagli altri bambini, sebbene dedicasse molto tempo ai suoi animali domestici. In seguito fece amicizia con un gruppo di altre ragazze a Torquay, sottolineando che "uno dei punti salienti della mia esistenza" fu la sua apparizione con loro in una produzione giovanile di Gilbert e Sullivan, The Yeomen of the Guard, nella quale compariva il suo eroe, il colonnello Fairfax. Questo fu il suo primo e ultimo ruolo operistico perché, come scrisse in seguito, "un'esperienza che ti è piaciuta davvero non dovrebbe mai essere ripetuta".
Suo padre era spesso malato e soffrì di una serie di infarti. La sua morte nel novembre del 1901, all'età di 55 anni, lasciò la famiglia in una situazione economica incerta. Clara e Agatha continuarono a vivere insieme nella loro casa di Torquay. Madge si era trasferita ad Abney Hall a Cheadle, nel Cheshire, con il suo nuovo marito, e Monty si era arruolato nell'esercito ed era stato inviato in Sudafrica per combattere nelle guerre boere. Agatha in seguito affermò che la morte di suo padre, avvenuta quando aveva 11 anni, segnò la fine della sua infanzia. Nel 1902 venne mandata a ricevere un'istruzione formale presso la Scuola per ragazze della signorina Guyer a Torquay, ma trovò difficile adattarsi all'atmosfera disciplinata. Nel 1905, fu inviata a Parigi dove venne educata da mademoiselle Cabernet's, Les Marroniers, e poi dalla signorina Dryden. Quest'ultima serviva principalmente come scuola di perfezionamento.

### Primi tentativi letterari e la prima guerra mondiale: 1910-1919
Christie ritornò in Inghilterra nel 1910 per scoprire che sua madre Clara era malata. Decisero di trascorrere del tempo insieme nel clima più caldo de Il Cairo, una destinazione turistica molto comune per i ricchi britannici. Rimasero per tre mesi al Gezirah Palace Hotel. Partecipò a molte funzioni sociali alla ricerca di un marito. Visitò antichi monumenti egizi come la piramide di Cheope, ma non mostrò un grande interesse per l'archeologia e l'egittologia che divennero importanti nei suoi ultimi anni. Tornata in Gran Bretagna, continuò le sue attività sociali, scrivendo ed esibendosi in spettacoli teatrali dilettanti. Collaborò anche a una commedia intitolata The BlueBeard of Unhappiness con alcune amiche. La sua scrittura si estese sia alla poesia sia alla musica. Alcuni dei primi lavori videro la pubblicazione, ma decise di non concentrarsi sulla scrittura o sulla musica come professioni future.
Christie scrisse il suo primo racconto, The House of Beauty (una delle prime versioni della raccolta di racconti La casa dei sogni, pubblicato più tardi), mentre si stava riprendendo a letto da una malattia non rivelata. Si trattava di un componimento di circa 6000 parole sul tema "pazzia e sogni", oggetto di fascino per lei. La biografa Janet Morgan commentò che, nonostante le "infelicità di stile", la storia era comunque "avvincente". Seguirono altre storie, la maggior parte di esse illustrava il suo interesse per lo spiritismo e il paranormale. Questi inclusero Il richiamo delle ali e L'oro di Manx. Le riviste respinsero tutte le sue prime pubblicazioni, fatte sotto pseudonimi, anche se alcune vennero riviste e pubblicate successivamente, spesso con nuovi titoli.
Christie ambientò il suo primo romanzo, Snow Upon the Desert, a Il Cairo, traendolo dalle sue recenti esperienze in quella città e scrivendo sotto lo pseudonimo di Monosyllaba. Rimase turbata quando i vari editori che contattò rifiutarono di pubblicarlo. Clara suggerì a sua figlia di chiedere consiglio a un amico di famiglia e vicino, lo scrittore Eden Phillpotts, che la invitò a proseguire, incoraggiò la sua scrittura e le mandò un'introduzione al suo agente letterario, Hughes Massie, che tuttavia respinse Snow Upon the Desert e le suggerì di scrivere un secondo romanzo. Nel frattempo continuava a cercare un marito ed ebbe relazioni di breve durata con quattro uomini separati e un fidanzamento con un altro. Incontrò poi Archibald Christie (1889-1962) a un ballo tenuto da Lord e Lady Clifford a Ugbrooke, a circa 12 miglia (19 chilometri) da Torquay. Archie era nato in India ed era figlio di un giudice del servizio civile indiano. Era un ufficiale dell'esercito distaccato al Royal Flying Corps nell'aprile del 1913. I due si innamorarono rapidamente. Dopo aver appreso che sarebbe stato di stanza a Farnborough, Archie propose il matrimonio, e Agatha accettò.
Con lo scoppio della prima guerra mondiale nell'agosto del 1914, Archie fu inviato in Francia per combattere le forze tedesche. Si sposarono nel pomeriggio della vigilia di Natale del 1914 nella chiesa dell'Emmanuele a Clifton, Bristol, che era vicino alla casa dei suoi genitori, mentre Archie era in licenza. Risalendo tra i ranghi, verso la fine del conflitto, nel settembre del 1918, ritornò in Inghilterra come colonnello nel Ministero dell'Aeronautica. Anche Agatha si impegnò nello sforzo bellico. Dopo essersi unita al Voluntary Aid Detachment nel 1914, assistette i soldati feriti in un ospedale di Torquay come infermiera non retribuita. Responsabile dell'aiuto ai medici e del mantenimento del morale, svolse 3400 ore di lavoro non retribuito tra l'ottobre del 1914 e il dicembre del 1916. Qualificandosi come "assistente speziale" nel 1917 e lavorando come dispensatrice, guadagnò 16 sterline all'anno fino alla fine del suo servizio, nel settembre del 1918. Dopo la guerra, Agatha e Archie si stabilirono in un appartamento al numero 5 di Northwick Terrace a St. John's Wood, un quartiere a nord-ovest di Londra.

### Primi romanzi e Poirot: 1919-23
Christie era da tempo un'appassionata di romanzi polizieschi, dopo aver apprezzato le opere di Wilkie Collins, La donna in bianco e La pietra di Luna, così come le storie di Sherlock Holmes di Sir Arthur Conan Doyle. Scrisse il suo primo romanzo poliziesco, Poirot a Styles Court, con protagonista Hercule Poirot, un ex ufficiale di polizia belga noto per i suoi "magnifici baffi" e la testa a forma di uovo. Poirot si era rifugiato in Gran Bretagna dopo che l'Impero tedesco aveva invaso il Belgio. L'ispirazione di Christie per il personaggio derivò dai molti rifugiati belgi che vivevano a Torquay e dai soldati belgi che aiutò a curare come infermiera volontaria durante la prima guerra mondiale. Incominciò a lavorare a Poirot a Styles Court nel 1916, scrivendo la maggior parte del testo a Dartmoor. Il suo manoscritto originale fu respinto da case editrici come Hodder & Stoughton e Methuen Publishing. Dopo aver tenuto il manoscritto per diversi mesi, John Lane di The Bodley Head si offrì di accettarlo, a condizione che la Christie cambiasse il finale. Lo fece e firmò un contratto che in seguito sentì essere molto svantaggioso. Il libro venne finalmente pubblicato nel 1920.
Christie, nel frattempo, si stabilizzò nella vita coniugale e diede alla luce la sua unica figlia, Rosalind Margaret, ad Ashfield nell'agosto del 1919, dove la coppia trascorse gran parte del loro tempo, avendo pochi amici a Londra. Archie lasciò l'Air Force alla fine della guerra e incominciò a lavorare nel settore finanziario della città con uno stipendio relativamente basso, sebbene avessero ancora una cameriera. Il suo secondo romanzo Avversario segreto (1922), di nuovo pubblicato da The Bodley Head, presentò la nuova coppia di detective Tommy e Tuppence. L'opera le valse 50 sterline. Il suo terzo romanzo, Aiuto, Poirot! (1923), ha per protagonista Hercule Poirot, così come le storie brevi commissionate da Bruce Ingram, editore della rivista The Sketch. Dovendo girare il mondo, visto che il marito lavorava nella promozione dell'Esposizione dell'Impero Britannico, la coppia lasciò la figlia Rosalind con la madre e la sorella di Agatha. Viaggiarono in Sudafrica, Australia, Nuova Zelanda e Hawaii. In Sudafrica impararono a praticare il surf e poi, a Waikiki, furono tra i primi inglesi a surfare in piedi.

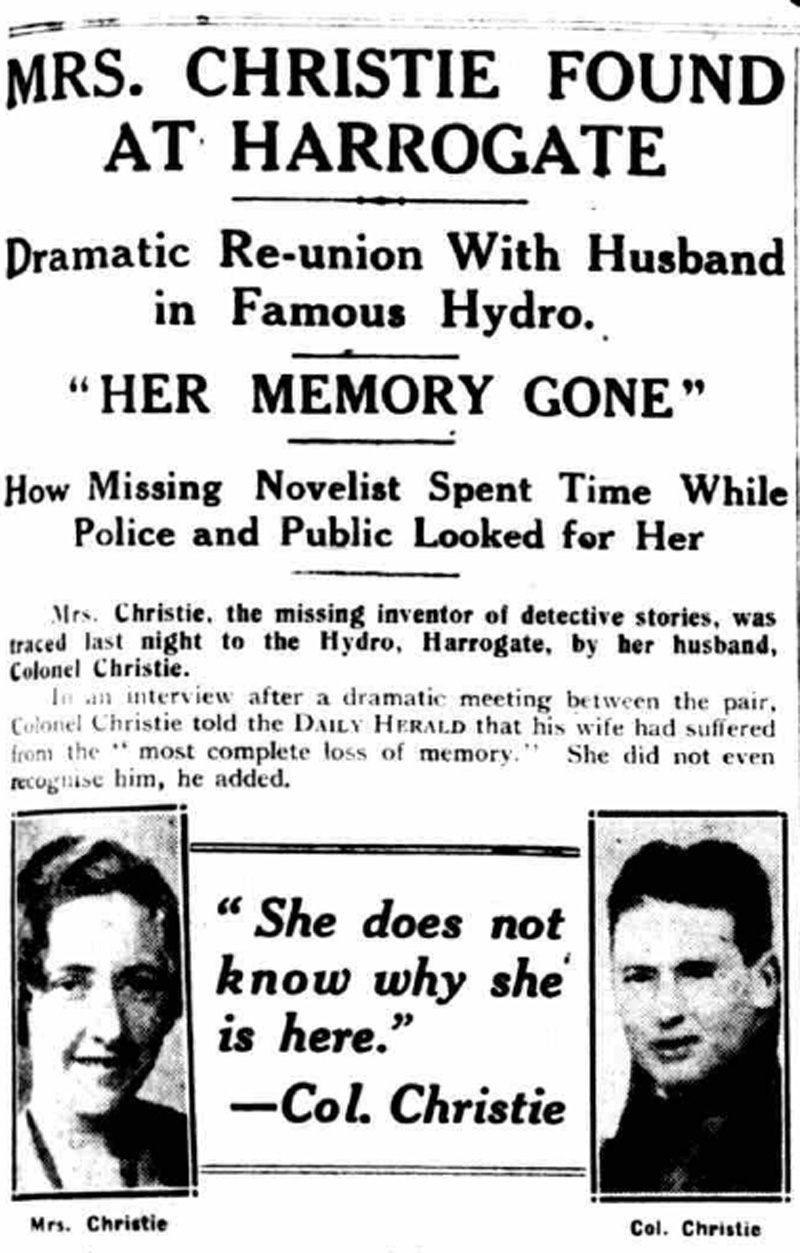
Notizia del ritrovamento della scrittrice sul Daily Herald del 15 dicembre del 1926

### Scomparsa
Alla fine del 1926, Archie chiese ad Agatha il divorzio. Si era infatti innamorato di Nancy Neele, un'amica del maggiore Belcher, direttore della British Empire Mission, il tour promozionale al quale avevano partecipato qualche anno prima. Il 3 dicembre 1926, i Christie litigarono e Archie lasciò la loro casa, chiamata Styles, a Sunningdale, nel Berkshire, per trascorrere il fine settimana con la sua amante a Godalming, nel Surrey. Quella stessa sera, verso le 21:45, la Christie scomparve da casa sua, lasciando dietro di sé una lettera per la sua segretaria dove diceva che sarebbe andata nello Yorkshire. La sua auto, una Morris Cowley, fu in seguito trovata a Newlands Corner, sopra una cava di gesso, con una patente di guida scaduta e dei vestiti.
La sua scomparsa causò molte domande tra il pubblico. Il segretario agli interni, William Joynson-Hicks, fece pressione sulla polizia e un giornale offrì una ricompensa di cento sterline. Oltre mille agenti di polizia, 15 000 volontari e diversi aerei perlustrarono il paesaggio rurale. Sir Arthur Conan Doyle giunse a regalare a una medium uno dei guanti della Christie per trovare la donna scomparsa. Dorothy L. Sayers visitò la casa nel Surrey, usando in seguito lo scenario nel suo libro Unnatural Death. La scomparsa di Christie venne descritta anche dalla prima pagina del New York Times. Nonostante la vasta ricerca non fu trovata per dieci giorni. Il 14 dicembre 1926, venne rintracciata presso lo Swan Hydropathic Hotel (oggi Old Swan Hotel) di Harrogate, nello Yorkshire, registrata come "signora Tressa Neele" (il cognome dell'amante del marito) da Città del Capo.
L'autobiografia di Christie non fa riferimento alla sua scomparsa. Sebbene due medici le abbiano diagnosticato un'amnesia, l'opinione rimane divisa sul motivo per cui scomparve. La sua biografa Laura Thompson suggerì che Christie lo chiarì nei sei romanzi rosa che scrisse tra il 1930 e il 1956 con lo pseudonimo Mary Westmacott, in uno stile ben diverso dalle sue normali storie poliziesche. Era infatti conosciuta per l'essere depressa a causa del superlavoro letterario, per la morte di sua madre avvenuta all'inizio di quell'anno e per l'infedeltà di suo marito. La reazione pubblica dell'epoca fu in gran parte negativa, supponendo che fosse una trovata pubblicitaria o un tentativo di incastrare il marito per omicidio.
Il film di Michael Apted del 1979, Il segreto di Agatha Christie, presenta un "disclaimer" nei titoli di testa che afferma che ciò che segue è una soluzione immaginaria a un autentico mistero. Il film è interpretato da Vanessa Redgrave e Timothy Dalton nei panni rispettivamente di Agatha e Archie, e descrive la Christie che pianifica il suicidio in modo da incastrare l'amante di suo marito per il suo "omicidio". Nel film un reporter americano, interpretato da Dustin Hoffman, la segue da vicino e interrompe il piano. Gli eredi di Christie intentarono una causa senza successo per impedire la distribuzione del film. L'autore Jared Cade intervistò numerosi testimoni e parenti per la sua simpatica biografia Agatha Christie and the Eleven Missing Days, rivista nel 2011. Fornì prove sostanziali per suggerire che la scrittrice avesse pianificato l'evento per mettere in imbarazzo suo marito senza prevedere la melodrammatica escalation che ne sarebbe derivata.
I Christie divorziarono nel 1928 e Archie si risposò con Nancy Neele. Agatha mantenne la custodia della figlia Rosalind e il cognome di Christie per la sua scrittura. Durante il loro matrimonio, aveva pubblicato sei romanzi, una raccolta di racconti e diversi racconti su riviste.

### Secondo matrimonio e vita successiva

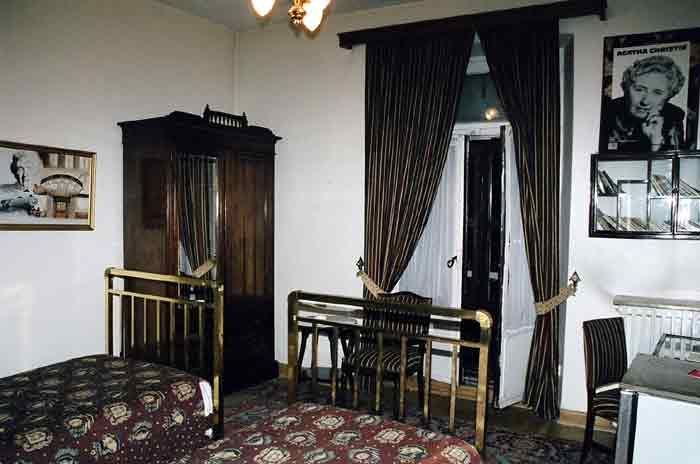
La camera di Agatha Christie all'Hotel Pera Palas di Istanbul dove scrisse Assassinio sull'Orient Express

Nel 1928, Christie lasciò l'Inghilterra per recarsi a Istanbul e successivamente a Baghdad sull'Orient Express. In questo viaggio, nel 1930 incontrò un giovane archeologo di 13 anni più giovane, Max Mallowan, che sposò nel settembre del 1930. Il loro matrimonio fu felice e durò fino alla morte della Christie, nel 1976. In un'intervista del 1977, Mallowan raccontò che il suo primo incontro con la Christie avvenne quando portò lei e un gruppo di turisti in visita a un sito di scavo in Iraq.
Christie usava spesso le ambientazioni che le erano familiari per le sue storie. Spesso accompagnava il marito nelle sue spedizioni archeologiche e i suoi viaggi con lui contribuirono a fare da sfondo a molti dei suoi romanzi ambientati in Medio Oriente. Altri romanzi (come Dieci piccoli indiani) li ambientò a Torquay e nei dintorni, dove crebbe. Il romanzo del 1934, Assassinio sull'Orient Express, venne scritto all'Hotel Pera Palas di Istanbul, in Turchia, il capolinea meridionale della ferrovia. L'hotel conserva la stanza di Christie come un memoriale per l'autrice.
La Greenway Estate nel Devon, acquisita dalla coppia come residenza estiva nel 1938, è ora affidata al National Trust for Places of Historic Interest or Natural Beauty. Christie soggiornò spesso ad Abney Hall, nel Cheshire, di proprietà di suo cognato, James Watts, basandovi almeno due storie: un racconto, L'avventura del pudding di Natale, contenuta nella raccolta omonima, e il romanzo Dopo le esequie. Abney divenne la più grande ispirazione di Agatha per la vita in campagna, con tutti i suoi servitori e la sua magnificenza intrecciati nelle sue trame. Le descrizioni delle immaginarie Chimneys, Stoneygates e di altre case nelle sue storie sono per lo più Abney in varie forme.
Durante la seconda guerra mondiale, lavorò nella farmacia presso l'University College Hospital di Londra, dove acquisì una conoscenza dei veleni che mise a frutto nei suoi romanzi polizieschi post-bellici. Ad esempio, l'uso del tallio come veleno le fu suggerito dal capo farmacista Harold Davis, in seguito nominato capo farmacista presso il Ministero della salute del Regno Unito. In Un cavallo per la strega, pubblicato nel 1961, lo impiegò per una serie di delitti, spiegando bene che il primo indizio dell'avvelenamento è la perdita di capelli da parte delle vittime. La sua descrizione dell'intossicazione da tallio fu così precisa che almeno in una occasione aiutò a risolvere un caso che era sconcertante per i medici.

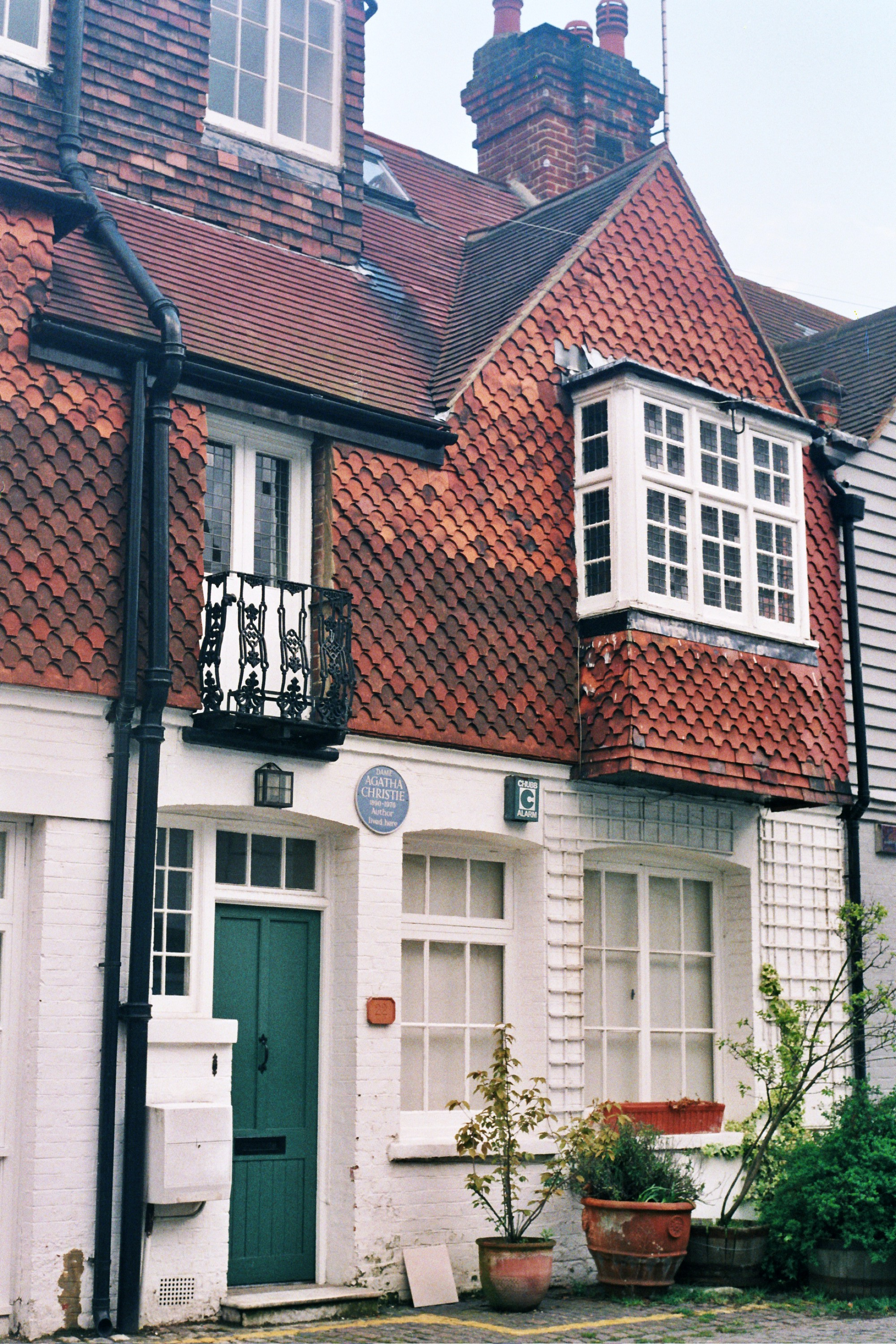
Cresswell Place

Christie visse a Chelsea, prima a Cresswell Place e poi a Sheffield Terrace. Entrambe le proprietà sono ora contrassegnate da targhe blu. Nel 1934, lei e Max Mallowan acquistarono Winterbrook House a Winterbrook, un villaggio adiacente alla piccola città di mercato di Wallingford, all'epoca entro i confini di Cholsey, nel Berkshire.
Questa fu la loro residenza principale per il resto della loro vita e il luogo in cui Christie scrisse la maggior parte delle sue opere. Anche questa casa porta una targa blu. Christie vi condusse una vita tranquilla pur essendo conosciuta nella città di Wallingford, dove per molti anni fu presidente della locale società drammatica dilettantistica.

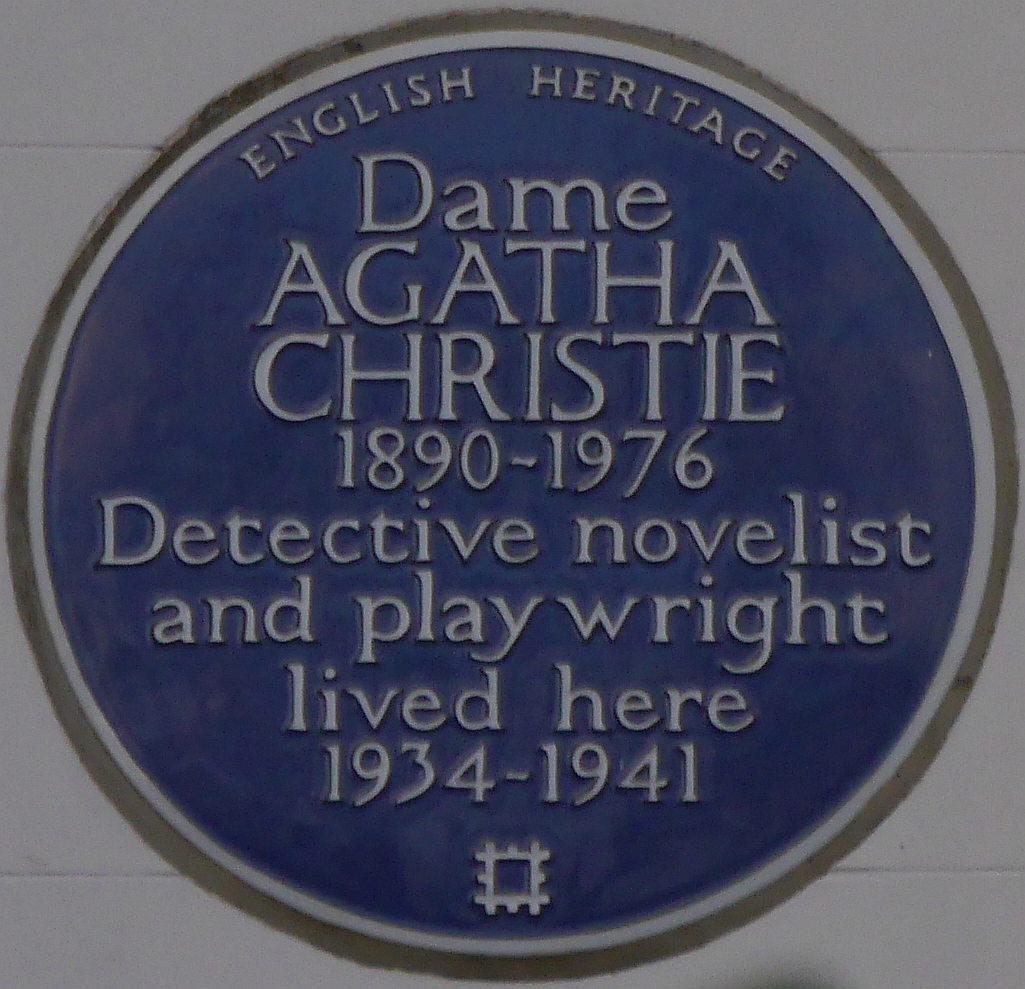
Targa blu al numero 58 di Sheffield Terrace, Holland Park, Londra

Intorno al 1941-42, l'agenzia di intelligence britannica MI5 fece delle indagini sulla Christie dopo che un personaggio chiamato "maggiore Bletchley" apparve nel suo thriller del 1941 Quinta colonna, che parlava della caccia a un paio di letali giornalisti nell'Inghilterra del tempo di guerra. L'MI5 temeva che Christie avesse una spia nel centro top-secret della divisione del codice segreto inglese, Bletchley Park. Le paure dell'agenzia vennero placate quando Christie disse al suo amico, il codicista Dilly Knox: "Sono stata bloccata lì sulla mia strada in treno da Oxford a Londra e mi sono vendicata dando il loro nome a uno dei miei meno adorabili personaggi".
In onore delle sue numerose opere letterarie, venne nominata commendatore dell'Ordine dell'Impero Britannico nel 1956. L'anno successivo, divenne presidente del Detection Club. Nel 1971 fu promossa a dama commendatore dell'Ordine dell'Impero Britannico. Tre anni prima, nel 1968, suo marito era stato nominato cavaliere per il suo lavoro archeologico. Erano una delle poche coppie sposate in cui entrambi i partner erano onorati a pieno titolo. Nel 1968, grazie al cavalierato di suo marito, la Christie assunse il titolo di Lady Mallowan.
Tra il 1971 e il 1974, la salute della Christie cominciò a peggiorare, sebbene continuasse a scrivere. In anni successivi alla morte, alcuni ricercatori canadesi, mediante l'utilizzo di strumenti sperimentali di analisi testuale, ipotizzarono che la Christie avesse incominciato a soffrire della malattia di Alzheimer o comunque di una forma di demenza senile.

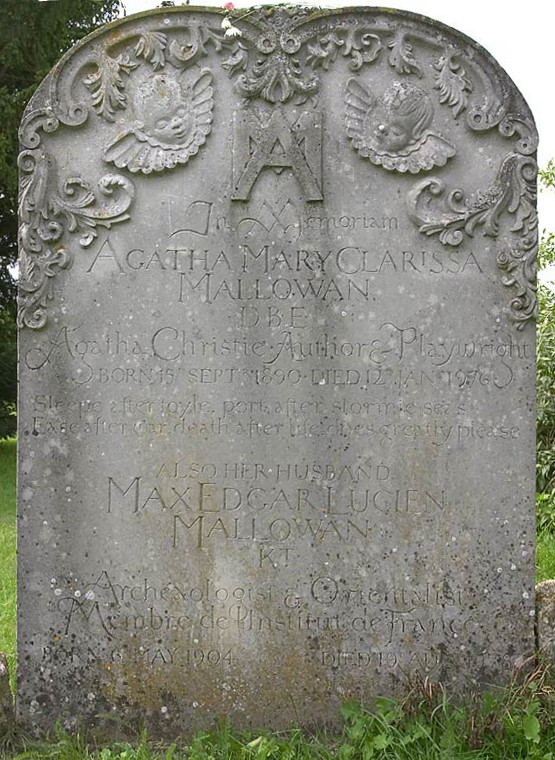
Tomba di Agatha Christie nel cimitero della chiesa di Santa Maria a Cholsey, Oxfordshire

### Morte

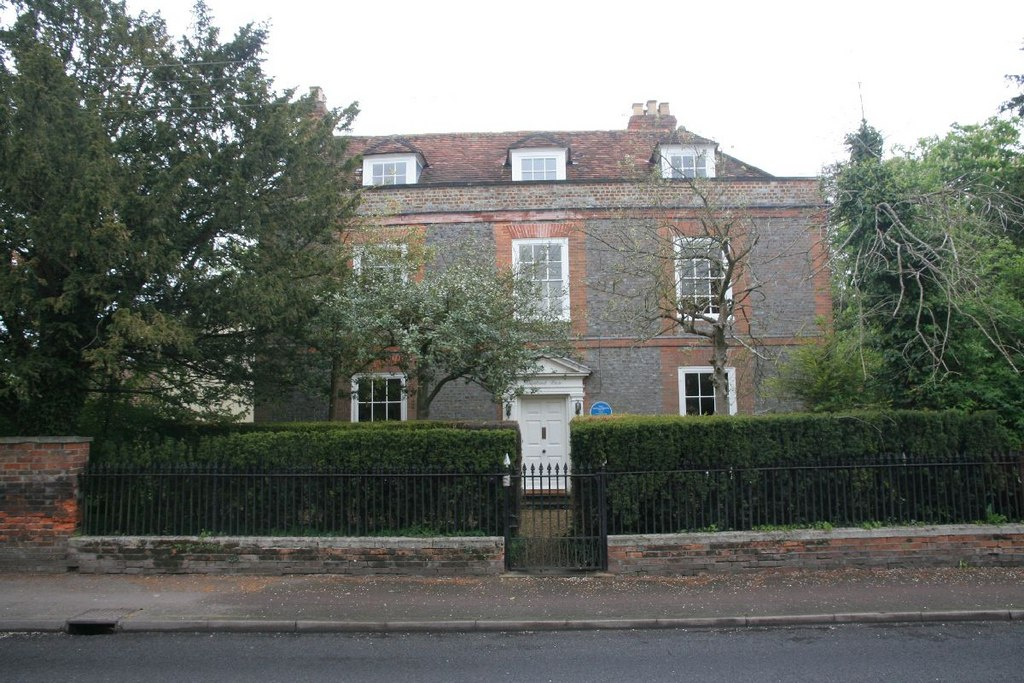
Winterbrook House, ultima residenza di Agatha Christie

Agatha Christie morì per cause naturali nella sua Winterbrook House il 12 gennaio 1976 all'età di 85 anni. Al momento della sua morte Winterbrook faceva ancora parte della parrocchia di Cholsey. È sepolta nel vicino cimitero della chiesa di Santa Maria a Cholsey. Aveva scelto il lotto per la sua ultima dimora con il marito circa dieci anni prima di morire. Alla semplice cerimonia funebre parteciparono anche circa venti giornalisti, alcuni dei quali provenienti da molto lontano, uno anche dall'America meridionale. La tomba della defunta fu adornata con trenta ghirlande, tra le quali vi era quella del cast della sua opera Trappola per topi e una inviata "a nome della moltitudine di lettori riconoscenti" dagli Ulverscroft Large Print Book Publishers”.
Oltre al marito, le sopravvisse la sua unica figlia, Rosalind Hicks (1919-2004), e il nipote, Mathew Prichard. Suo marito si risposò nel 1977 e morì l'anno successivo a 74 anni. Fu sepolto accanto a lei.

## Patrimonio di Agatha Christie e successiva proprietà delle sue opere
Christie aveva creato una società privata, la Agatha Christie Limited, per mantenere i diritti sulle sue opere, e intorno al 1959 aveva trasferito la sua casa di 278 acri, Greenway Estate, a sua figlia Rosalind. Nel 1968, quando Christie aveva quasi 80 anni, vendette una partecipazione del 51% di Agatha Christie Limited (e quindi le opere che possedeva) a Booker Books (meglio nota come Booker Author's Division), una sussidiaria della conglomerata dell'alimentazione e dei trasporti Booker-McConnell (ora Booker Group), fondatore del Premio Booker per la letteratura, che successivamente aumentò la propria partecipazione al 64%. Agatha Christie Limited rimane proprietaria dei diritti mondiali per oltre 80 romanzi e racconti, 19 opere teatrali e quasi 40 film per la televisione.
Dopo la morte di Agatha Christie, il restante 36% della società venne ereditato da sua figlia, Rosalind Hicks, che si adoperò con passione per conservare le opere, l'immagine e l'eredità della madre fino alla sua morte 28 anni dopo. La quota di famiglia della società permise loro di nominare il 50% del consiglio di amministrazione e il presidente, e quindi di mantenere il diritto di veto su nuove iniziative, versioni aggiornate e ripubblicazioni delle sue opere.
Nel 1993 Hicks fondò la Agatha Christie Society e ne divenne prima presidentessa. Nel 2004 il suo necrologio su The Telegraph commentò che Hicks era "determinata a rimanere fedele alla visione di sua madre e a proteggere l'integrità delle sue creazioni" e disapprovava le attività di "merchandising". Dopo la morte di Hicks, avvenuta il 28 ottobre 2004, sia la Agatha Christie Society sia la Greenway Estate passarono al nipote di Christie, Mathew Prichard. Dopo la morte dei suoi genitori, Prichard donò Greenway e il suo contenuto al National Trust for Places of Historic Interest or Natural Beauty. La Agatha Christie Society è ora presieduta e diretta dal pronipote di Agatha Christie, James Prichard.
I trust della famiglia della Christie, incluso James Prichard, continuano a detenere il restante 36% del capitale di Agatha Christie Limited, e rimangono associati all'impresa. James Prichard divenne presidente della compagnia nell'ottobre del 2015. Lo sviluppo del lavoro di Christie continua a ritmo sostenuto. Mathew Prichard a sua volta detiene il copyright di alcuni degli ultimi lavori letterari della nonna, tra cui Trappola per topi.
Nel 1998 Booker vendette alcune delle sue attività non alimentari per concentrarsi sul suo core business. Come parte di ciò, le sue quote in Agatha Christie Limited (al momento fruttano 2,1 milioni di sterline di ricavi annuali) vennero vendute per 10 milioni a Chorion, un'importante società di media internazionali con in portafoglio una lunga serie di opere di autori che includono Enid Blyton e Dennis Wheatley. Nel febbraio del 2012, alcuni anni dopo un acquisto da parte del management, Chorion si trovò in difficoltà finanziarie e incominciò a vendere i suoi beni letterari sul mercato. Il processo comprese la cessione della partecipazione del 64% di Chorion in Agatha Christie Limited ad Acorn Media UK. Nel 2014, RLJ Entertainment Inc. acquistò Acorn Media UK, ribattezzata Acorn Media Enterprises, e la incorporò come braccio di sviluppo RLJE UK. RLJ Entertainment Inc. venne fondata dall'imprenditore americano Robert L. Johnson.
Nel 2014, i resoconti dei media dichiararono che la BBC aveva acquisito diritti televisivi esclusivi per le opere di Christie nel Regno Unito (precedentemente associate a ITV) e fatto progetti con la cooperazione di Acorn per trasmettere nuove produzioni per il 125º anniversario della nascita della scrittrice nel 2015. Come parte dell'accordo, la BBC trasmise Partners in Crime e Dieci piccoli indiani, entrambi nel 2015. Le produzioni successive inclusero The Witness for the Prosecution, ma la trasmissione in televisione Ordeal by Innocence, prevista per il Natale del 2017, venne ritardata a causa delle polemiche che circondarono uno dei membri del cast. L'adattamento in tre parti andò in onda nell'aprile del 2018. Le riprese per un adattamento in tre parti di La serie infernale con John Malkovich e Rupert Grint sono incominciate nel giugno del 2018 per la successiva trasmissione.

## Adattamenti

### Opere di narrativa

#### Hercule Poirot e Miss Marple

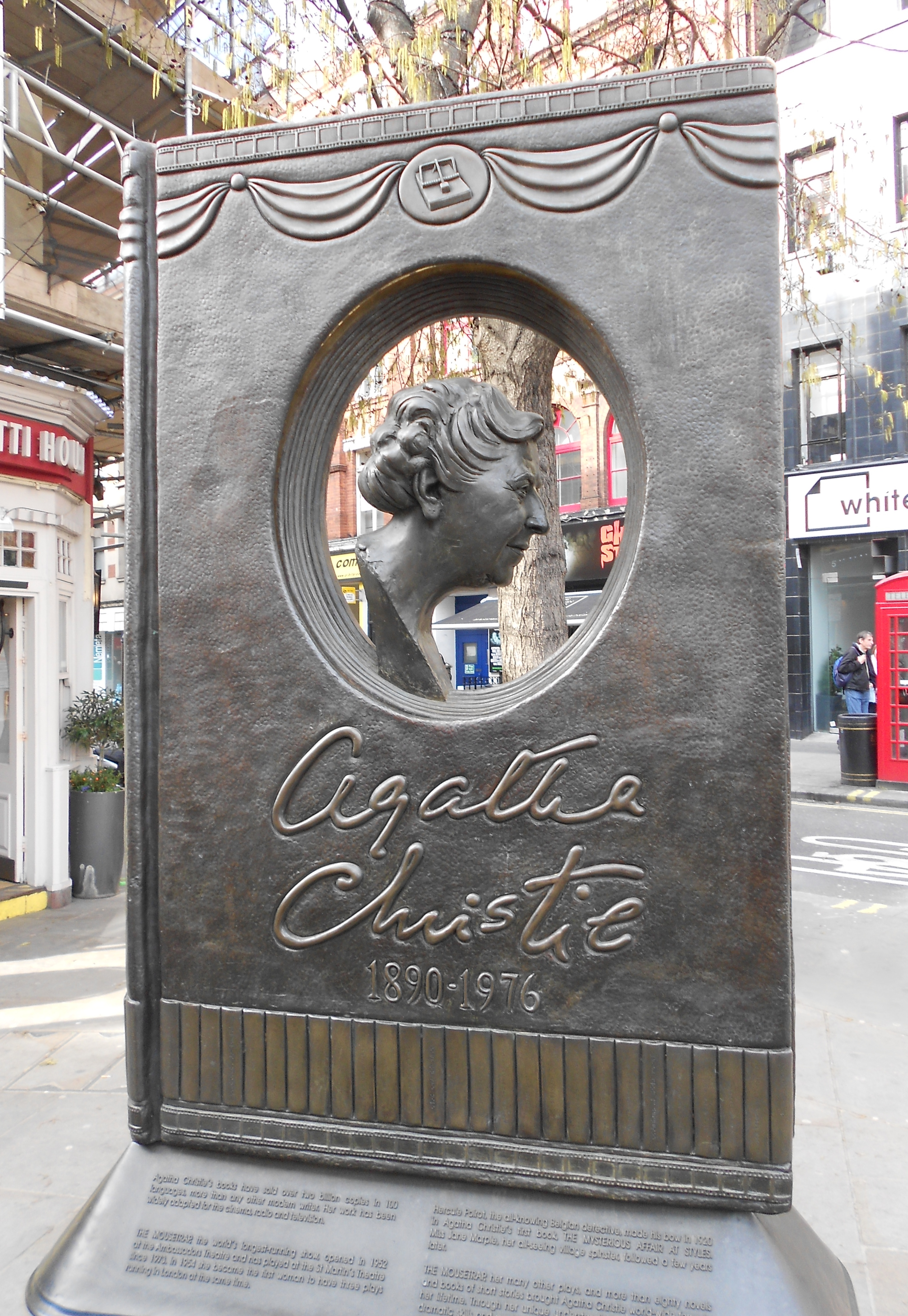
Memoriale dedicato ad Agatha Christie nel centro di Londra

Il primo libro di Christie, Poirot a Styles Court, venne pubblicato nel 1920 e introdusse il detective Hercule Poirot, che divenne un personaggio di lunga data nelle opere di Christie, apparendo in 33 romanzi e 54 racconti.
Il personaggio di Miss Jane Marple, presentata nella raccolta di racconti Miss Marple e i tredici problemi nel 1927, era basato sulla nonna di Christie e sulle sue "comari". Sia Jane sia la nonna infatti "si aspettavano sempre il peggio di tutti e di tutto, e furono, con un'accuratezza quasi spaventosa, di solito nel giusto". Miss Marple appare in 12 romanzi e 20 racconti.
Durante la seconda guerra mondiale, Christie scrisse due romanzi, Sipario e Addio Miss Marple, intesi come gli ultimi casi di questi due grandi detective, Hercule Poirot e Miss Marple. Entrambi i libri rimasero sigillati nel caveau di una banca per oltre trent'anni e furono pubblicati dalla Christie solo alla fine della sua vita, quando si rese conto che non poteva scrivere altri romanzi. Queste pubblicazioni sono arrivate dopo il successo della versione cinematografica di Assassinio sull'Orient Express del 1974.
Christie divenne sempre più stanca di Hercule Poirot, proprio come Sir Arthur Conan Doyle si era stancato del suo personaggio, Sherlock Holmes. Alla fine degli anni trenta, Christie scrisse nel suo diario che stava trovando Poirot "insopportabile", e negli anni sessanta lo definì "un cagnaccio egocentrico".
Tuttavia, a differenza di Arthur Conan Doyle, la Christie resistette alla tentazione di uccidere il suo detective mentre era ancora popolare. Si considerava infatti un'animatrice il cui compito era quello di produrre ciò che piaceva al pubblico, e al pubblico piaceva Hercule Poirot. Dopo qualche anno, eliminò il personaggio di Arthur Hastings, migliore amico e collaboratore di Hercule Poirot nel tentativo di tagliare i suoi impegni.
Al contrario, Christie amava Miss Marple. Tuttavia, i titoli del detective belga sono più numerosi dei titoli con Miss Marple per più di due a uno. Ciò è dovuto in gran parte al fatto che Christie scrisse numerosi romanzi con Poirot all'inizio della sua carriera, mentre La morte nel villaggio rimase l'unico romanzo di Miss Marple fino agli anni quaranta. Christie non scrisse mai un romanzo o una storia breve con Poirot e Miss Marple insieme. In una registrazione scoperta e pubblicata nel 2008, Christie rivelò la ragione di questo: "Hercule Poirot, un egoista completo, non vorrebbe che gli venissero insegnati i suoi affari o avere suggerimenti da un'anziana signora zitella. Hercule Poirot - un investigatore professionista - non sarebbe affatto a casa nel mondo di Miss Marple".
Poirot è l'unico personaggio di finzione a venire ricordato su un necrologio sul New York Times in seguito alla pubblicazione di Sipario. L'articolo apparve sulla prima pagina del giornale il 6 agosto 1975.
Dopo il grande successo di Sipario, la Christie nel 1976 concesse il suo permesso per pubblicare Addio Miss Marple, ma morì nel gennaio del 1976, prima che il libro potesse essere pubblicato. Questo potrebbe spiegare alcune delle incongruenze rispetto al resto della serie Marple. Ad esempio, il colonnello Arthur Bantry, marito dell'amica Dolly, è ancora vivo e vegeto in Addio Miss Marple sebbene sia stato notato come morto nei libri pubblicati in precedenza. Forse l'autrice non ebbe il tempo di rivedere il manoscritto prima di morire.
Nel 2013, la famiglia Christie diede il "pieno appoggio" all'uscita di una nuova storia di Poirot, Tre stanze per un delitto – Il ritorno di Hercule Poirot, scritto dall'autrice britannica Sophie Hannah. Hannah nel 2016 pubblicò un secondo libro, La cassa aperta. Nel 2018 pubblicò anche un terzo romanzo, Il mistero dei tre quarti.

#### Trame delle sue opere
La reputazione di Christie come "regina del crimine" venne costruita per il gran numero di trame classiche che introdusse o per le quali fornì l'esempio più famoso. Christie costruì queste trame in quella che oggi è considerata la classica struttura misteriosa: un omicidio è commesso, ci sono più sospetti che nascondono tutti dei segreti, il detective scopre gradualmente questi segreti nel corso della storia rivelando i più clamorosi verso la fine. I colpevoli nei misteri di Christie includono bambini, poliziotti, narratori, individui già defunti e a volte non comprendono sospetti noti o comprendono tutti i sospettati.
Alla fine il detective di solito riunisce i sospetti sopravvissuti in una stanza, spiega il corso del suo ragionamento deduttivo e rivela il colpevole, anche se ci sono delle eccezioni in cui è lasciato al colpevole spiegare tutto (come in Dieci piccoli indiani e Nella mia fine è il mio principio).
Christie permette ad alcuni colpevoli di sfuggire alla giustizia terrena per una serie di motivi, come il passare del tempo (casi retrospettivi), in cui i personaggi più importanti sono già morti, o con una prescrizione attiva. Tra questi casi ricordiamo Testimone d'accusa, Assassinio sull'Orient Express, L'uomo vestito di marrone, Il ritratto di Elsa Greer, Gli elefanti hanno buona memoria e L'ospite inatteso. Ci sono casi in cui un killer non viene assicurato alla giustizia in senso legale, ma muore come risultato diretto dei suoi piani, a volte per sua stessa mano o con la collusione del detective (di solito Hercule Poirot). Questo si verifica in L'assassinio di Roger Ackroyd, Poirot sul Nilo, Due mesi dopo, È un problema, Poirot e la salma, Assassinio allo specchio, Macabro quiz, Il pericolo senza nome, Miss Marple: Nemesi, La domatrice, Avversario segreto e Sipario. Nell'ultimo di questi, non meno di tre colpevoli muoiono durante il corso della storia.

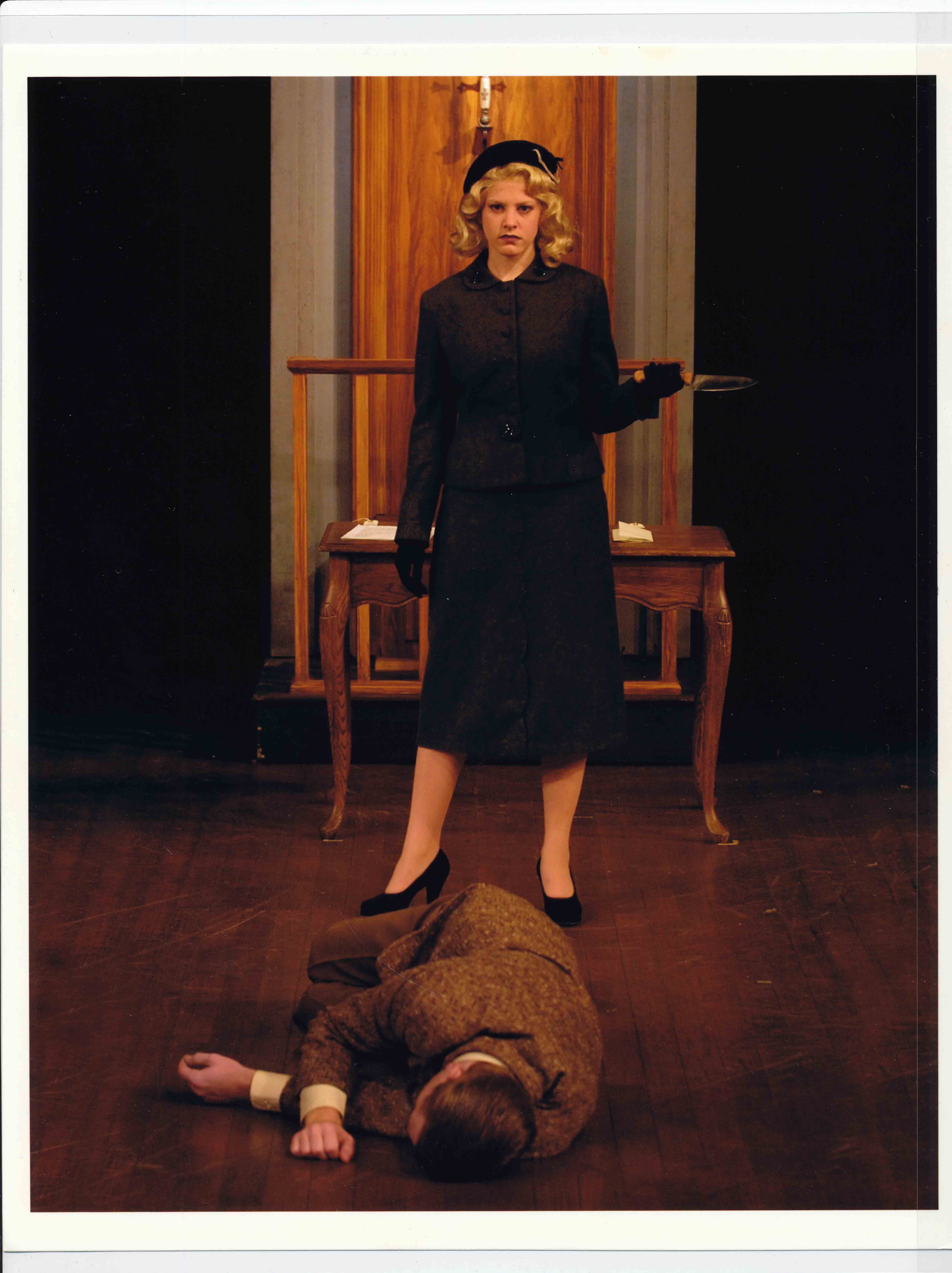
Una scena tratta dalla trasposizione teatrale di Testimone d'accusa

In La serie infernale, l'assassino uccide quattro persone innocenti e tenta di incastrare un uomo instabile per i crimini. Hercule Poirot, tuttavia, impedisce questa facile via d'uscita, garantendo un processo e l'impiccagione. In Dieci piccoli indiani, la morte del killer è intrinseca alla trama. Il dubbio è quando e in che modo l'assassino sia effettivamente morto. Tuttavia, le produzioni teatrali, cinematografiche e televisive di alcuni di questi misteri sono state tradizionalmente sanificate con i colpevoli che non sfuggivano ad alcuna forma di giustizia, per una serie di motivi - ad esempio, censori, chiarezza della trama e gusti mutevoli di Christie. Quando la stessa autrice adattò Testimone d'accusa per un'opera teatrale, allungò il finale in modo che anche l'assassino rimanesse ucciso; questo formato fu seguito nelle versioni dello schermo, inclusa quella di Billy Wilder del 1957. In C'era una volta, ambientato nell'antico Egitto, il colpevole viene ucciso da uno dei pochi personaggi sopravvissuti prima che possa rivendicare un'altra vittima.
In alcune storie, la questione rimane irrisolta, come se la giustizia formale non potesse mai agire. È questo il caso di Nella mia fine è il mio principio. Secondo P. D. James, la Christie spesso, ma non sempre, rende colpevole il personaggio più improbabile. I lettori più avveduti potrebbero a volte identificare il colpevole semplicemente individuando il sospetto meno probabile.
In una edizione di Desert Island Discs del 2007, Brian Aldiss sostenne che la Christie gli aveva detto che scriveva i suoi libri fino all'ultimo capitolo, poi decideva chi era il più improbabile sospetto e che dopo questo rivedeva il testo e apportava le modifiche necessarie a "inquadrare" quella persona. Tuttavia, in Agatha Christie: The Secret Notebooks di John Curran vengono descritti diversi metodi di lavoro per ogni libro della bibliografia di Christie, contraddicendo così l'affermazione di Brian Aldiss.

#### Titoli
I romanzi della maturità letteraria della Christie, dal 1940 in poi, spesso nella versione originale hanno titoli tratti dal mondo della letteratura.
Quattro sono tratti da William Shakespeare:
- Sad Cypress (tradotto in italiano come La parola alla difesa) da una canzone de La dodicesima notte: "Come away, come away, death / And in sad cypress let me be laid".
- By the pricking of my thumbs (tradotto in italiano come Sento i pollici che prudono) dell'atto 4, scena 1 di Macbeth: "By the pricking of my thumbs / Something wicked this way comes".
- There is a Tide... (in seguito Taken at the Flood) (tradotto in italiano come Alla deriva) dal discorso di Bruto nel Giulio Cesare: "There is a tide in the affairs of men / Which, taken at the flood, leads on to fortune".
- Absent in the Spring (tradotto in italiano come Il deserto del cuore) dal sonetto 98: "From you have I been absent in the spring..."

Tre sono dalla Bibbia:
- Evil Under the Sun (tradotto in italiano come Corpi al sole) dal Qoelet 5:13 (e riaffermato in 6:1): "There is a sore evil which I have seen under the sun, namely, riches kept for the owners thereof to their hurt".
- The Burden (tradotto in italiano come Ti proteggerò) dalle parole di Gesù: "Take my yoke upon you, and learn of me ... For my yoke is easy, and my burden is light" (Mt 11:29-30).
- The pale horse (tradotto in italiano come Un cavallo per la strega) dall'Apocalisse di Giovanni (6:8): "I looked, and there before me was a pale horse! Its rider was named Death...".

Altri sei provengono da altre opere letterarie:
- The Mirror Crack'd from Side to Side (tradotto in italiano come Assassinio allo specchio) da The Lady of Shalott di Alfred Tennyson: "Out flew the web, and floated wide/The mirror cracked from side to side/'The curse is come upon me," cried/The Lady of Shalott".
- The moving finger (tradotto in italiano come Il terrore viene per posta) dal versetto 51 della traduzione di Edward FitzGerald del Rubáiyát di ʿUmar Khayyām: "The Moving Finger writes; and, having writ/Moves on ..." This, in turn, refers to the Biblical account of Belshazzar's feast (Daniel, chapter 5), which is the origin of the expression "the writing on the wall".
- The Rose and the Yew Tree (tradotto in italiano come La rosa e il tasso) dalla sezione V di Little Gidding, uno dei Quattro quartetti di Thomas Stearns Eliot: "The moment of the rose and the moment of the yew-tree/Are of equal duration".
- Postern of Fate (tradotto in italiano come Le porte di Damasco) dal poema Gates of Damascus di James Elroy Flecker: "Postern of Fate, the Desert Gate, Disaster's Cavern, Fort of Fear/The Portal of Bagdad am I..."
- Endless Night (tradotto in italiano come Nella mia fine è il mio principio) da Auguries of Innocence di William Blake: "Some are born to sweet delight / Some are born to endless night".
- N o M? (tradotto in italiano come Quinta colonna) dal Catechismo nel Libro delle preghiere comuni che chiede: "Qual è il tuo nome di battesimo ? Rispondi N. o M."[86] Il "N. o M." sta per il latino "nomen vel nomina", che significa "nome o nomi". È un caso di tipografia che "nomina" è stata rappresentata da "m".

In questi casi, il contesto originale del titolo viene solitamente stampato come un'epigrafe. Allo stesso modo, il titolo del libro di viaggio autobiografico di Christie Come, Tell Me How You Live (tradotto in italiano come Viaggiare è il mio peccato) è una citazione dal versetto 3 del poema del cavaliere bianco, Gli occhi di Haddock del capitolo otto di Attraverso lo specchio e quel che Alice vi trovò di Lewis Carroll. È un gioco sulla parola "tell", un tumulo archeologico.
Il titolo di Trappola per topi è presumibilmente un'allusione all'Amleto di William Shakespeare, in cui "La trappola per topi" è la risposta di Amleto alla ricerca di Claudio sul nome dell'opera il cui prologo e la prima scena lui e la sua corte hanno appena visto (III, ii).
Sette storie sono costruite attorno a parole di filastrocche per bambini ben note: And Then There Were None (da "Ten Little Indians"), One, Two, Buckle My Shoe (da "One, Two, Buckle My Shoe"), Five Little Pigs (da "This Little Piggy"), Crooked House (da "There Was a Crooked Man"), A Pocket Full of Rye (da "Canta una canzone da sei soldi"), Hickory Dickory Dock (da "Hickory Dickory Dock") e Three Blind Mice (da "Tre topolini ciechi").
Allo stesso modo, il romanzo Fermate il boia (Mrs McGinty's Dead) prende il nome da un gioco per bambini che viene spiegato nel corso del romanzo.

#### Personaggi stereotipati
Occasionalmente Christie inseriva descrizioni stereotipate di personaggi nel suo lavoro, in particolare prima della fine della seconda guerra mondiale (quando tali atteggiamenti erano più comunemente espressi pubblicamente), e in particolare nei confronti di italiani, ebrei, non europei e talvolta americani, gli ultimi solitamente indicati come incredibilmente ingenui o disinformati. Ad esempio, descrisse "Uomini ebrei con narghilè che indossano gioielli piuttosto fiammeggianti" nelle prime edizioni del racconto Anche i croupier amano della raccolta Il misterioso signor Quin (1930). Nelle edizioni successive, il passaggio è stato modificato per descrivere "uomini olandesi" abbigliati allo stesso modo.
In Poirot e la salma, pubblicato nel 1946, uno dei personaggi più antipatici è "un'ebrea di Whitechapel con i capelli tinti e una voce simile a un re di quaglie... una donna piccola con un naso grosso, un henné rosso e una voce sgradevole". Per contrastare con le descrizioni più stereotipate, Christie a volte mostrava gli "stranieri" come vittime o potenziali vittime per mano di malfattori inglesi, come, rispettivamente, Olga Seminoff in Poirot e la strage degli innocenti e Katrina Reiger nel racconto How Does Your Garden Grow? I personaggi ebrei sono spesso visti come non-inglesi, come Oliver Manders in Tragedia in tre atti, ma raramente sono i colpevoli.
Spesso, è affettuosa con le prese in giro e con i suoi pregiudizi. Dopo quattro anni nella Londra devastata dalla guerra, la Christie sperava di tornare un giorno in Siria, che descrive come "un paese dolce e fertile e la sua gente semplice, che sanno ridere e come godersi la vita, chi è ozioso e chi ha dignità, buone maniere e un grande senso dell'umorismo, e a cui la morte non è terribile".
Ha avuto problemi con una incompetente assistente di scuola materna svizzera (Marcelle) per la piccola Rosalind, e come risultato ha deciso che "preferiva le scozzesi, brave con i giovani. I francesi erano senza speranza nel disciplinare [...] i tedeschi bravi e metodici, ma non era il tedesco che volevo davvero che Rosalind imparasse: gli irlandesi erano bravi ma creavano problemi in casa, gli inglesi erano di tutti i tipi".

### Scritti di saggistica
Agatha Christie pubblicò relativamente pochi lavori di saggistica:
- Viaggiare è il mio peccato, sui lavori a uno scavo archeologico, tratto dalla sua vita con il secondo marito Max Mallowan.
- The Grand Tour: Around the World with the Queen of Mystery, una raccolta di corrispondenza dal suo Tour dell'impero britannico del 1922, con il quale visitò Sudafrica, Australia, Nuova Zelanda e Canada.
- La mia vita, pubblicato postumo nel 1977.

### Ricezione della critica ed eredità

Lapide in onore di Agatha Christie nella sua città natale

Definita spesso "regina del crimine" o "regina del mistero", Agatha Christie è la scrittrice di gialli più venduta al mondo ed è considerata una maestra per suspense, trama e caratterizzazione. Alcuni critici, tuttavia, considerano le trame della Christie come superiori alla sua abilità con altri elementi letterari. Il romanziere Raymond Chandler la criticò nel suo saggio The Simple Art of Murder e il critico letterario americano Edmund Wilson fu sprezzante nei confronti e del genere poliziesco in generale nel suo saggio newyorkese "Who Cares Who Killed Roger Ackroyd?".
In onore del 125º anniversario della sua nascita, 25 autori di misteri contemporanei e un editore hanno rivelato le loro opinioni sulle opere di Christie. Molti autori leggono i romanzi di Christie prima di altri scrittori di gialli, in inglese o nella loro lingua madre, influenzando la loro stessa scrittura. Quasi tutti la considerano la "regina del crimine" e la creatrice di colpi di scena usati anche da altri autori. Quasi tutti avevano uno o più preferiti tra i misteri di Christie e trovavano i suoi libri buoni da leggere adesso, a quasi cento anni dalla pubblicazione del suo primo romanzo. Diversi autori dichiararono che sarebbero molto contenti di avere i propri romanzi in stampa tra cento anni. Solo uno dei 25 autori condividevano le opinioni di Edmund Wilson. Harper Collins pubblicò anche una rivista di souvenir Shocking Real Murders: Behind Her Classic Mysteries.
Il Guinness dei primati definisce la Christie come il romanziere più venduto di tutti i tempi. I suoi romanzi vendettero circa due miliardi di copie e la sua proprietà sostiene che le sue opere arrivano al terzo posto nella classifica dei libri più pubblicati al mondo, dietro solo alla Bibbia e alle opere di William Shakespeare. La metà delle vendite è in edizioni in inglese e l'altra metà in traduzione. Secondo Index Translationum, rimane l'autrice individuale più tradotta - essendo stata tradotta in almeno 103 lingue. Dieci piccoli indiani è, con più di 110 milioni di vendite fino a oggi, il romanzo bestseller di Agatha Christie, rendendolo il giallo più venduto al mondo di sempre e uno dei libri più venduti di tutti i tempi.
Nel 2012 la Christie fu tra le icone culturali britanniche selezionate dall'artista Sir Peter Blake per apparire in una nuova versione della sua più famosa opera d'arte - la copertina Sgt. Pepper's Lonely Hearts Club Band - per celebrare le figure culturali britanniche della sua vita che ammira di più.

### Adattamenti
Dai romanzi di Agatha Christie sono stati tratti svariati film, i più famosi dei quali sono Assassinio sull'Orient Express, Assassinio sul Nilo, Assassinio allo specchio,Testimone d'accusa, Dieci piccoli indiani, La tela del ragno, Mistero a crooked house e i quattro con Margaret Rutherford: Assassinio sul treno, Assassinio al galoppatoio, Assassinio sul palcoscenico, Assassinio a bordo.

## Interessi e influenze

### Piante e veleni
La scrittrice si servì della sua passione per il giardinaggio e dell'esperienza acquisita come volontaria nel dispensario dei medicinali, durante la Seconda Guerra Mondiale, per approfondire la conoscenza delle piante velenose più volte utilizzate nelle sue opere come "armi del delitto". Tra gli esempi più celebri:
- la stricnina, (alcaloide ricavato dai semi della noce vomica o albero della stricnina, Strychnos nux-vomica) in "Poirot a Styles Court"
- la belladonna (Atropa belladonna L.) in “Miss Marple nei Caraibi”
- la cicuta (Conium maculatum) ne “Il ritratto di Elsa Greer”
- la ricina (proteina ricavata dal Ricinus communis) usata in uno dei racconti della serie “Tommy e Tuppence, in due s’indaga meglio”.

### Archeologia

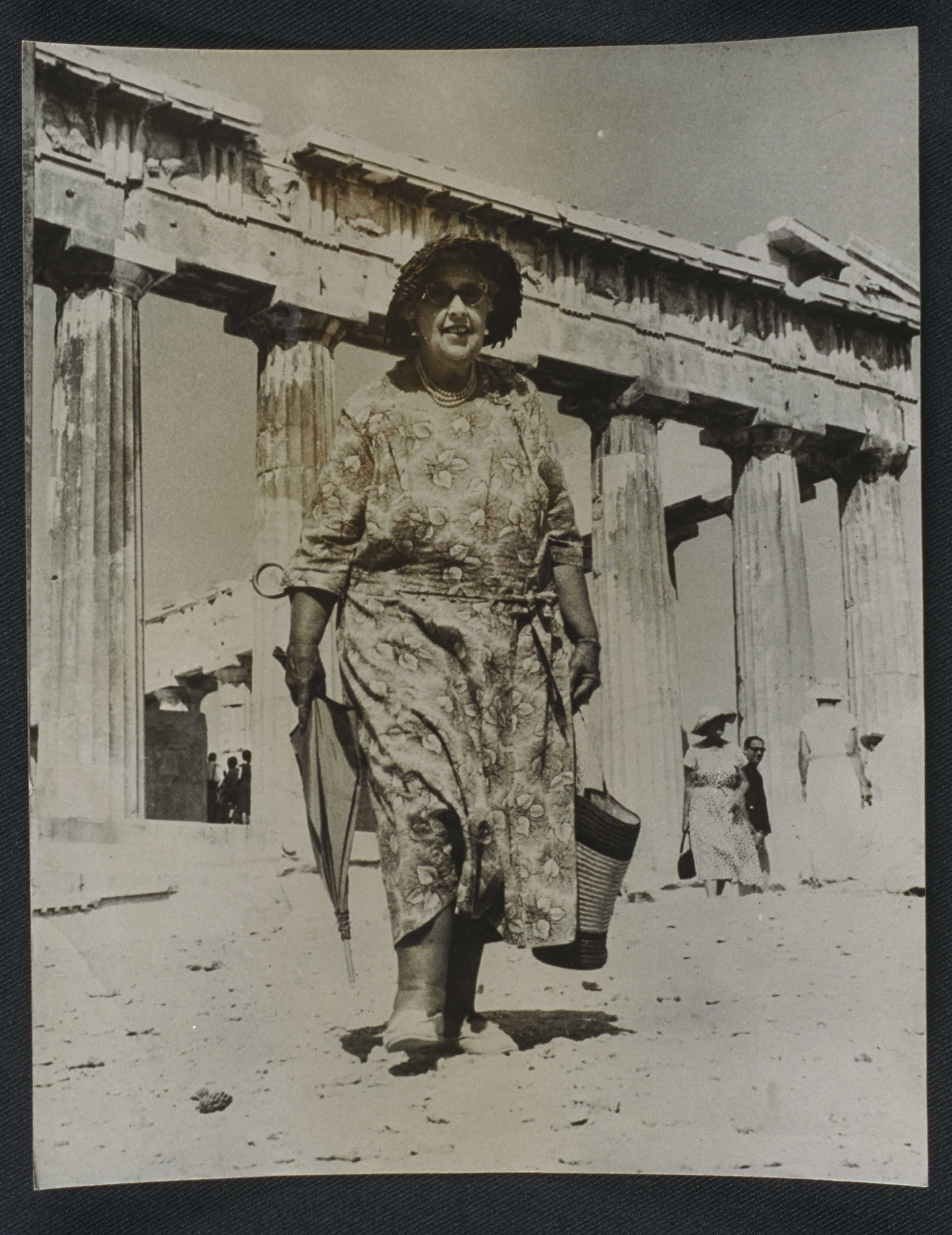
Agatha Christie visita l'Acropoli di Atene nel 1958

La Christie ebbe un grande interesse per l'archeologia. Incontrò il suo secondo marito, Sir Max Mallowan, un illustre archeologo, in un viaggio nel sito di scavi di Ur nel 1930. La sua fama di scrittrice superò di gran lunga la sua fama nell'archeologia. Prima dell'incontro con Mallowan, la Christie non aveva mai avuto grande interesse per l'archeologia, ma una volta sposati, si assicuravano di andare solo in siti dove potevano lavorare insieme. La scrittrice accompagnò Mallowan in innumerevoli viaggi archeologici, trascorrendo 3-4 mesi di seguito tra Siria e Iraq, negli scavi di Ur, Ninive, Tell Arpachiyah, Chagar Bazar, Tell Brak e Nimrud. Nei periodi di scavi scrisse romanzi e racconti ma contribuì anche al lavoro di scavo, in particolare al restauro archeologico e all'etichettatura dei reperti antichi. Tra i suoi compiti vi era la pulizia e la conservazione di delicati pezzi d'avorio, la ricostruzione della ceramica, lo sviluppo delle fotografie effettuate negli scavi e il prendere appunti sul campo.
Christie pagava per il suo vitto, l'alloggio e le spese di viaggio in modo da non influenzare il finanziamento degli scavi archeologici. Sostenne anche gli scavi come sponsor anonimo. Durante il loro tempo in Medio Oriente, trascorsero una grande quantità di tempo viaggiando da e per i siti dove lavorava Max Mallowan. I loro lunghi viaggi ebbero una forte influenza sulla sua scrittura, dato che alcuni tipi di trasporto spesso hanno un ruolo nei piani del suo assassino. La grande quantità di viaggi venne riutilizzata in romanzi come Assassinio sull'Orient Express, oltre a suggerire l'idea dell'archeologia come un'avventura di per sé stessa.
Dopo la seconda guerra mondiale, raccontò la sua esperienza in Siria con affetto nel libro Viaggiare è il mio peccato. Aneddoti, ricordi, episodi divertenti sono messi insieme in una linea temporale approssimativa, con più enfasi su personaggi eccentrici e paesaggi incantevoli che sull'accuratezza fattuale. Dall'8 novembre 2001 al 24 marzo 2002, il British Museum di Londra ospitò una mostra intitolata "Agatha Christie and Archeology: Mystery in Mesopotamia", che presentava la vita di Agatha Christie e le influenze dell'archeologia nella sua vita e nelle sue opere.

### Uso dell'archeologia nella sua scrittura
Molte delle ambientazioni per i libri di Christie sono direttamente ispirate alle numerose stagioni di campo archeologico trascorse in Medio Oriente sui siti gestiti dal marito Max Mallowan. L'estensione del suo tempo trascorso nei molti luoghi descritti nei suoi libri è evidente dal dettaglio estremo con cui li descrive. Uno di questi siti nel suo lavoro è il tempio di Abu Simbel, descritto in Poirot sul Nilo. È da notare anche il grande dettaglio con cui descrive la vita nei siti di scavi in Non c'è più scampo. Tra i personaggi dei suoi libri, Christie diede spesso risalto agli archeologi e agli esperti di culture e manufatti mediorientali. I più notevoli sono i personaggi del dott. Eric Leidner in Non c'è più scampo e il signor Richetti in Assassinio sul Nilo, mentre molti personaggi minori erano archeologi in Il mondo è in pericolo.
Alcuni dei più famosi romanzi di Christie con pesanti influenze archeologiche sono:
- Non c'è più scampo (1936) - il più archeologicamente influenzato di tutti i suoi romanzi, dato che è ambientato in Medio Oriente in un sito di scavo archeologico e in una spedizione associata. I personaggi principali includono l'archeologo Eric Leidner, sua moglie, molti specialisti e assistenti e gli uomini che lavorano sul sito. Il romanzo è noto soprattutto per la sua attenta descrizione del sito di scavo e della casa. Questo dimostra che l'autrice trascorse gran parte del suo tempo in situazioni molto simili. I personaggi di questo libro in particolare si basano anche sugli archeologi che la Christie conobbe dalle sue esperienze personali sui siti di scavo.
- Poirot sul Nilo (1937) - si svolge su un tour in barca sul Nilo. Molti siti archeologici sono visitati e descritti lungo la strada e uno dei personaggi principali, il signor Richetti, è un archeologo.
- La domatrice (1938) - ambientato a Gerusalemme e dintorni. La morte stessa avviene in un'antica grotta di Petra e offre alcuni dettagli dei siti che Christie stessa avrebbe potuto visitare per scrivere il libro.
- Il mondo è in pericolo (1951) - ispirato dagli stessi viaggi della Christie a Baghdad con Max Mallowan, coinvolgono un archeologo eroinomane.

## Ritratti nella finzione
La Christie è stata interpretata in diverse occasioni nel cinema e in televisione. Sono stati fatti diversi programmi biografici, come ad esempio nel documentario della BBC Agatha Christie: A Life in Pictures del 2004, interpretata da Olivia Williams, Anna Massey e Bonnie Wright, nelle diverse fasi della sua vita. È stata anche soggetto del primo episodio della terza stagione di ITV Perspectives, "The Mystery of Agatha Christie", presentato da David Suchet, interprete di Hercule Poirot in televisione.
La Christie è stata anche rappresentata nella finzione. Alcuni di questi ritratti hanno esplorato e offerto resoconti della sua scomparsa del 1926. Tra essi il film Il segreto di Agatha Christie (1979) (con Vanessa Redgrave), e l'episodio "Un caso per Agatha Christie" del programma Doctor Who andato in onda il 17 maggio 2008, con Fenella Woolgar. In quest'ultimo la sua scomparsa è il risultato del temporaneo esaurimento a causa di un breve legame psichico tra lei e una vespa aliena chiamata Vespiform. Altri, come il film ungherese Kojak Budapesten del 1980 (da non confondere con la commedia omonima del 1986) creano i loro scenari che coinvolgono l'abilità criminale di Christie. Nella commedia televisiva, Murder by the Book (1986), la Christie stessa, interpretata da Peggy Ashcroft, ha ucciso uno dei suoi personaggi immaginari trasformatisi in vere persone, Hercule Poirot. L'eroina del romanzo visivo di Liar-Soft Shikkoku no Sharnoth: What a Beautiful Tomorrow (2008), Mary Clarissa Christie, è basata sulla vera Christie. Essa interpreta il personaggio di Dorothy e Agatha di Gaylord Larsen e The London Blitz Murders di Max Allan Collins. Un resoconto romanzato della scomparsa di Christie è il tema centrale di un musical coreano, Agatha. Una giovane Agatha Christie è raffigurata nella serie televisiva storica spagnola Gran Hotel (2011). In questo episodio, aiutando gli investigatori locali, Agatha trova ispirazione per scrivere il suo nuovo romanzo. Nel 2018 è la volta del film televisivo Agatha e la verità sull'omicidio del treno (Agatha and the Truth of Murder), nel quale Agatha Christie è interpretata da Ruth Bradley, che ricostruisce in modo romanzato la famosa scomparsa del 1926.

## Premi e riconoscimenti
- Premio Grand Master del Mystery Writers of America (1954).